# St. Mariä Geburt (Mülheim an der Ruhr)

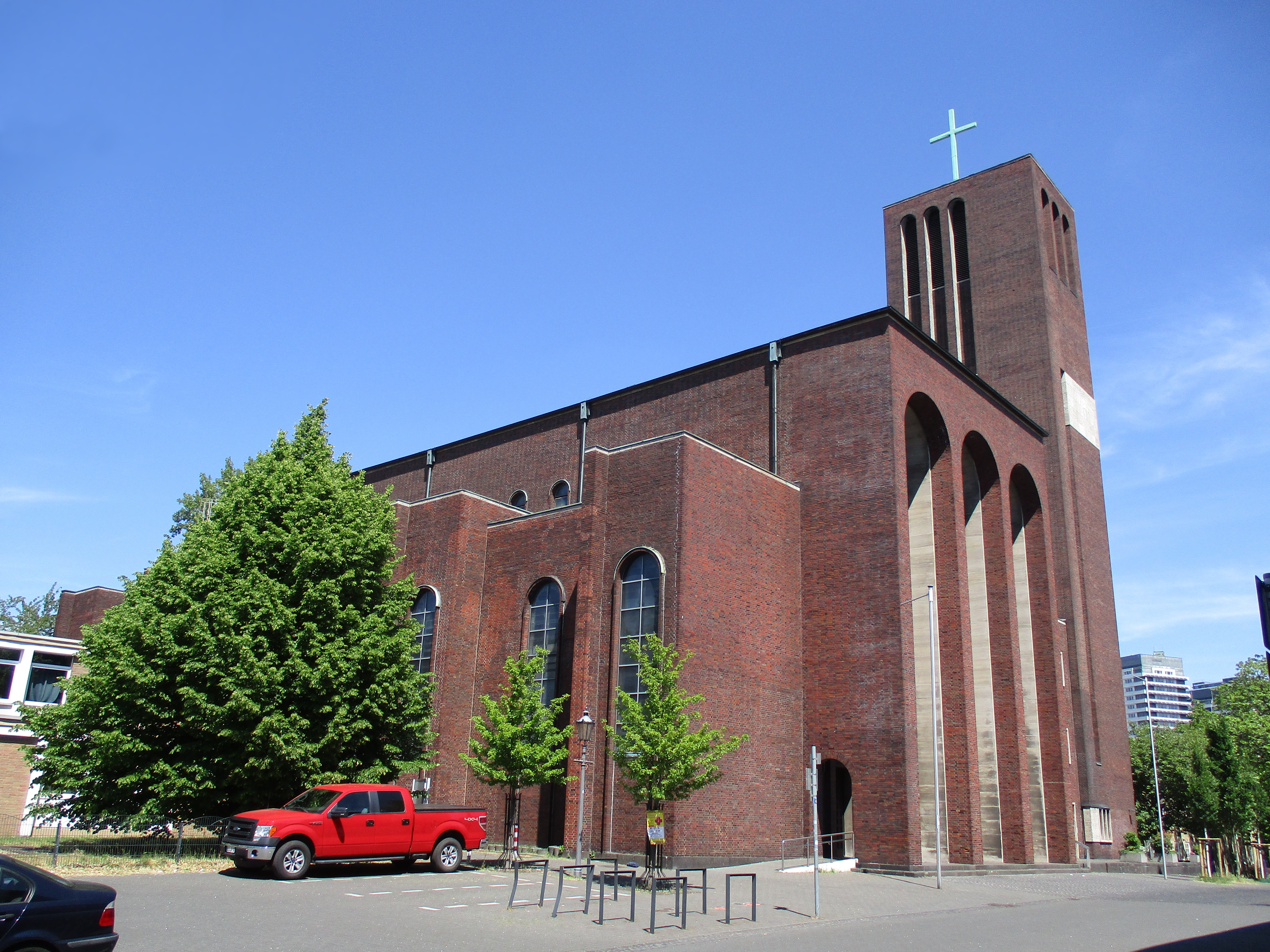
Katholische Kirche St. Mariä Geburt auf dem Kirchenhügel in Mülheim an der Ruhr. (2020)

Die römisch-katholische Pfarrkirche St. Mariä Geburt (auch Mariae Geburt) auf dem Kirchenhügel in Mülheim an der Ruhr gilt als erstes Kirchenbauwerk der Neuen Sachlichkeit im Ruhrgebiet. Grundsteinlegung für das industriell anmutende Kirchengebäude mit Backsteinklinkerfassade und den drei hohen Rundbögen am Eingang war 1928. Die Kirche wurde am 10. März 1929 eingeweiht. Der Entwurf stammt von dem Aachener Architekten Emil Fahrenkamp.
Die Kirche St. Mariä Geburt ist Teil der Route der Industriekultur: Themenroute 26: Sakralbauten

## Geschichte
Durch Industrialisierung und Zuwanderung zu Beginn des 20. Jahrhunderts wuchs auch die katholische Gemeinde stark an. In der nach der Reformation 1786 erbauten Marienkirche auf dem Kirchenhügel wurde es eng und selbst Erweiterungen und Umbau konnten irgendwann die vielen Gläubigen nicht mehr fassen. Als die Gemeinde 1913 auf 10.000 Mitglieder heranwuchs, beschloss man einen kompletten Neubau und gründete dafür einen Baufonds. Durch den Ersten Weltkrieg konnte das Projekt jedoch erst 1927 umgesetzt werden.
Treibende Kraft waren der beliebte Pastor Konrad Jakobs und Julia Thyssen, Mitglied der Industriellenfamilie und Stifterin der Kirche. Als Architekt für das Vorhaben wählte man Emil Fahrenkamp. Durch seine Fabrik- und Siedlungsbauten, das Kaufhaus Othegraven an der Schloßstraße, sowie die Innenarchitektur der Stadthalle, konnte er sich bei seinen großbürgerlichen Auftraggebern aus Industrie und Wirtschaft einen Namen machen. Seine nüchternen, aber dennoch beeindruckenden Bauten trafen den damaligen Zeitgeist der Weimarer Republik. Das einzige Problem: Fahrenkamp war evangelisch.
Nach einigem Hin und Her mit dem bischöflichen Generalvikariat des Bistums Köln, das davon überzeugt war, dass ein Protestant keine katholische Kirche bauen könne und deswegen das moderne Bauwerk ablehnte, stellte man Emil Fahrenkamp die katholischen Architekten Hermann Imhäuser und Josef Pfoster zur Seite. Sie überarbeiteten Fahrenkamps Pläne und es entstand die damals wohl teuerste Gemeindekirche im Ruhrgebiet. Die alte Marienkirche wurde kurz nach dem letzten Gottesdienst am 23. April 1928 abgerissen. Die Grundsteinlegung für den Neubau erfolgte am 19. August. Am 10. März 1929 erhielt St. Mariä Geburt die Konsekration. In Erwartung der Geburt eines Enkels stiftete die Familie Thyssen 1943 eine Taufkapelle des bekannten modernen Kirchenarchitekten Dominikus Böhm.
Während des Großangriffs der Alliierten am 23. Juni 1943 auf das Ruhrgebiet wurde die Kirche St. Mariä Geburt fast vollständig zerstört. Nur der Kirchturm blieb erhalten. Bis 1958 konnte sie fast vollständig wiederaufgebaut werden, allerdings ohne Taufkapelle. Hauptsponsor war auch dieses Mal die Familie Thyssen. 1988 wurde die Kirche renoviert und Decke und Stahlpfeiler weiß verputzt. Bei einer weiteren Renovierung im Jahr 2005/2006 erhielt sie eine neue Holzbalkendecke.
Durch Umstrukturierung des Bistums Essen gründete sich am 1. Dezember 2006 die Pfarrgemeinde St. Mariä Geburt neu. Zur Pfarrei gehören heute die Mülheimer Gemeinden St. Mariä Geburt (Altstadt), Heilig Geist (Menden), St. Joseph (Heißen) und St. Theresia vom Kinde Jesu (Fulerum).

## Architektur

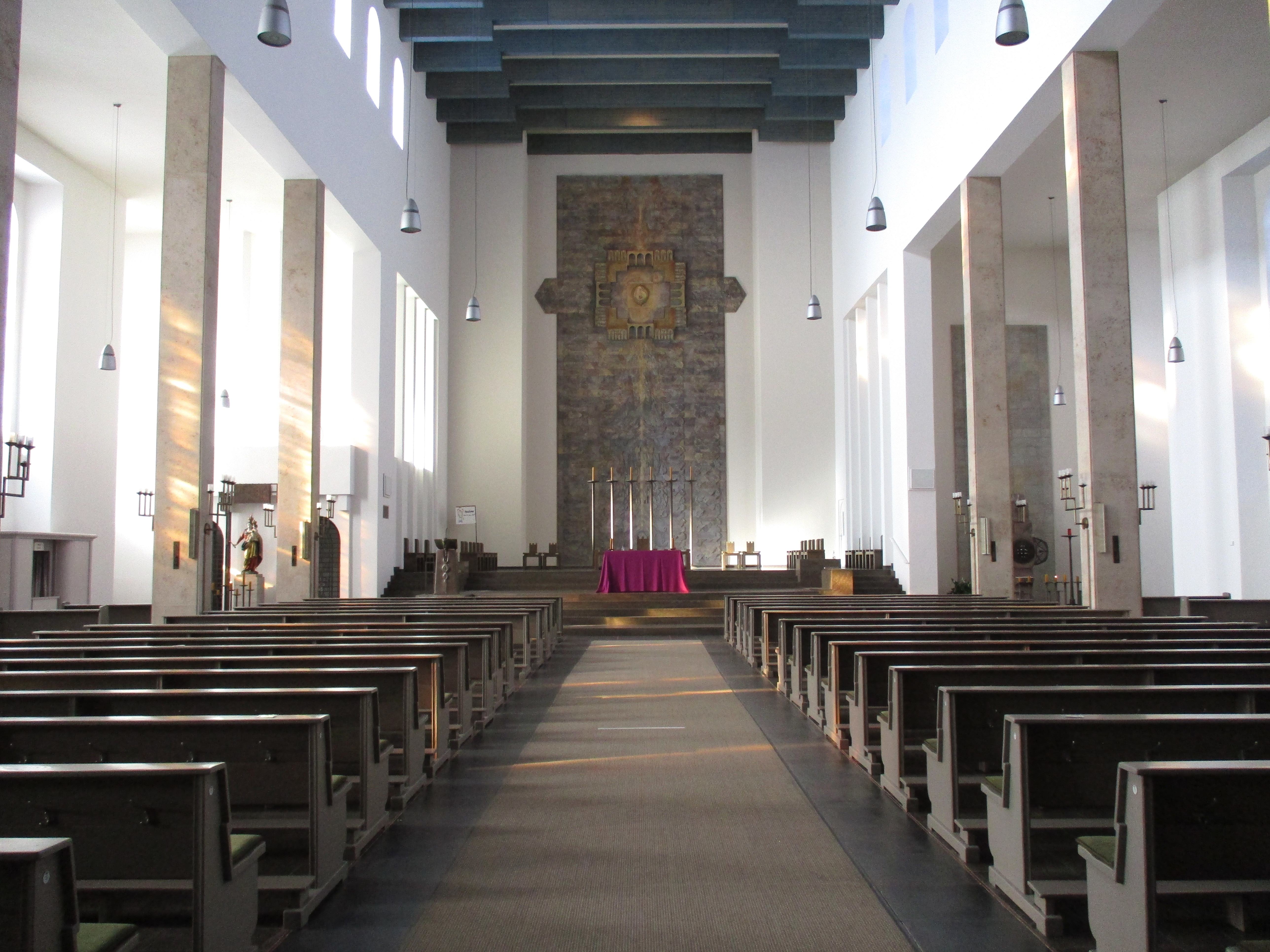
In der Kirche

Trotz kubischer Bauhausarchitektur im Stil der Neuen Sachlichkeit hat St. Mariä Geburt den klassischen Grundriss einer dreischiffigen Pfeilerbasilika mit Strebepfeilern und Dreibogenmotiv. Wie beim Vorgängerbau ist die Kirchenachse in Nord-Süd-Ausrichtung. Das Grundgerüst besteht aus einem Stahlskelett und ist mit rotbraunen Backsteinklinker und Würzburger Muschelkalk verkleidet. Überragt wird sie von einem 43 Meter hohen, seitlich abgerückten Turm mit kupfergrünem Kreuz auf dem Dach. Dem Hauptportal vorgelagert ist eine hohe rechteckige Vorhalle mit drei hohen Arkaden.
Der Innenraum zeichnet sich durch ein 17 Meter hohes und 13 Meter breites Hauptschiff aus, das von zwei niederen Seitenschiffen flankiert wird. Strukturiert wird der Raum durch je fünf regelmäßige Stahlpfeiler, die das Hauptschiff von den Seitenschiffen abgrenzen. Während die Seitenschiffe von hohen rundbogigen Fenstern erhellt werden, durchzieht ein Obergaden das Hauptschiff. Da Pfarrer Jakobs Anhänger der liturgischen Bewegung von Romano Guardini und Ildefons Herwegen war, ließ man sich bei der Innenraumgestaltung durch ihre Werke inspirieren. Der helle Raum ist farblich und perspektivisch so gestaltet, dass der Blick automatisch auf den Chor und den Altar im Norden geführt wird.
Angrenzend an den Altarraum befindet sich auf der rechten Seite ein Zugang zur Sakristei, die auch als Durchgang zu dem Wohn- und Verwaltungsbau der Gemeinde dient, und auf der linken Seite zur Krypta. In ihr befindet sich der Rest des Altars vom 1928 abgerissenen Vorgängerbau und stellt eine Verbindung zur Vergangenheit her.

## Ausstattung
Entgegen der alten Gewohnheit verzichtete man auf ein prunkvolles Retabel. Allein der Altartisch wurde betont. Ursprünglich bestand er aus einem wuchtigen, 4 Meter breiten Natursteinblock, der 3 Stufen über dem Chorraum und 9 Stufen über dem Kirchenschiff lag. Auf ihm stand der Tabernakel mit einem 700 Jahre alten Lindenkreuz, das eine Mülheimer Familie aus ihrem Privatbesitz gespendet hatte.
Die bronzene Heiligenfigur über dem Eingang am mittleren Bogen stellt den auferstandenen Christus dar. Sie wurde 1930 von dem Mayener Künstler Carl Burger geschaffen.
Mit dem Wiederaufbau der Kirche hat sich auch so einiges an der ursprünglich schlichten Innenraumgestaltung geändert. Für die heutige Ausstattung war vor allem der Mülheimer Bildhauer Ernst Rasche zuständig. Von ihm wurden die wesentlichen Einrichtungsgegenstände von Mariä Geburt entworfen: der Altarraum mit Altar und Ambo aus finnischem Bohus-Granit, das Sakramentshäuschen, die fünf Bronzeleuchter, der Taufstein und der Osterleuchter, sowie das aus dunkelgrauem Schiefer geschnittene Flachrelief unter der Orgelempore, welches den Kreuzweg darstellt. Bei der Renovierung 1988 kam die Chorrückwand hinzu, die aus bemalten Stuck besteht. Sie stellt das himmlische Jerusalem dar.
Die Gestaltung der Kirchenfenster aus Opalglas übernahm 1989–1990 der Krefelder Glasmaler Hubert Spierling. In der Krypta sind noch alte Antikglasfenster von Albert Ferdinand Diemke aus dem Jahr 1935 erhalten.

## Orgel

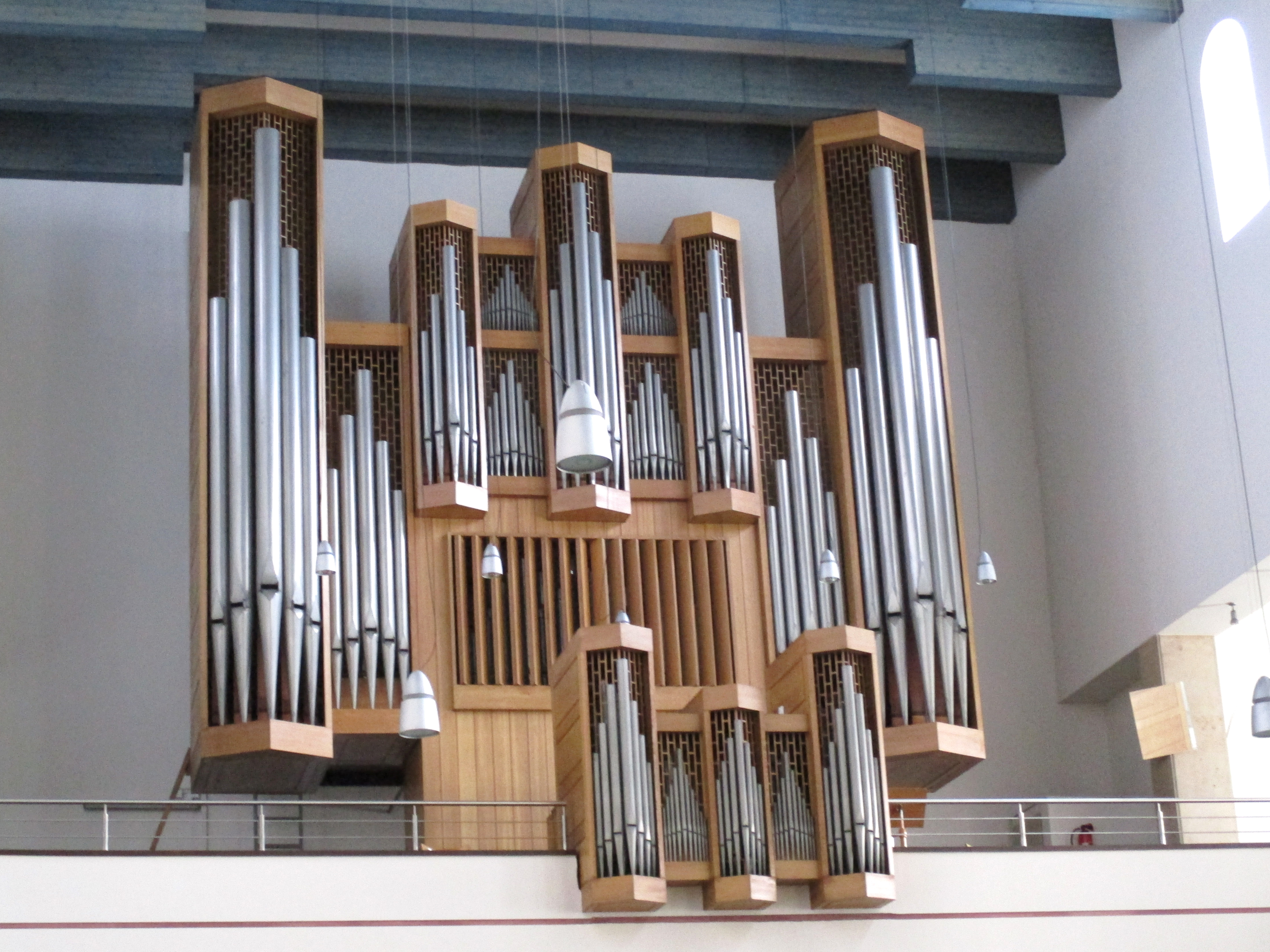
Die Mülheimer Klais-Orgel

Der heute über dem Eingangsbereich herausragende Orgelprospekt wurde von der Firma Klais aus Bonn gebaut und 1972 eingeweiht. Die Orgel verfügt über 49 Register, verteilt auf drei Manuale und Pedal. Das Besondere ist ihre Klangästhetik und dass sie alle Stilepochen der Orgelmusik darstellen kann. Zusammen mit dem ehemaligen Kantor Josef Heiermann entwickelte Hans Gerd Klais ein aus der Orgelbewegung in den 1960er Jahren entstandenes Konzept, das das klassische werkbetonte Bauprinzip mit den Strömungen des französischen Orgelbaus und der avantgardistischen Orgelmusik des 20. Jahrhunderts vereint. So hat die Mülheimer Klais-Orgel einige Extras, wie die nach französischem Vorbild konzipierten Zungenstimmen und ein im Orgelbau selten zu findendes Aliquot-Register Non 8⁄9′ und Septim 4⁄7′.
2006 erhielt die Orgel bei einer Generalüberholung eine neue Setzeranlage. Statt der 16 Kombinationsmöglichkeiten aus dem Jahr 1972 stehen nun 3168 Registerkombinationen zur Verfügung. Sie lassen sich unter anderem durch Sequenzerschalter für den Registranten und durch großflächige Sequenzerleisten unter dem II. und III. Manual für den Organisten abrufen. Die Disposition lautet wie folgt:
| I Rückpositiv C–a3 |       |
| Koppelflöte        | 8′    |
| Quintade           | 8′    |
| Praestant          | 4′    |
| Blockflöte         | 4′    |
| Principal          | 2′    |
| Quinte             | 1 ⁄3′ |
| Non                | 8⁄9′  |
| Sesquialter II     | 2 ⁄3′ |
| Acuta IV           | 1′    |
| Holzrankett        | 16′   |
| Krummhorn          | 8′    |
| Tremulant          |       |

| II Hauptwerk C–a3 |       |
| Gedackt           | 16′   |
| Principal         | 8′    |
| Rohrflöte         | 8′    |
| Gamba             | 8′    |
| Octav             | 4′    |
| Nachthorn         | 4′    |
| Superoctav        | 2′    |
| Schweizergedackt  | 2′    |
| Cornett V         | 8′    |
| Mixtur IV         | 1 ⁄3′ |
| Quintcymbel III   | 1⁄3′  |
| Trompete          | 16′   |
| Trompete          | 8′    |

| III Schwellwerk C–a3 |        |
| Flûte harmonique     | 8′     |
| Bleigedackt          | 8′     |
| Vox coelestis II     | 8′     |
| Principal            | 4′     |
| Rohrflöte            | 4′     |
| Spitzquinte          | 2 ⁄3′  |
| Octav                | 2′     |
| Terz                 | 1 3⁄5′ |
| Flageolett           | 1′     |
| Septim               | 4⁄7′   |
| Scharf V             | 1⁄4′   |
| Englisch Horn        | 16′    |
| Hautbois             | 8′     |
| Clairon              | 4′     |
| Tremulant            |        |

| Pedal C–g1    |         |
| Principal     | 16′     |
| Subbass       | 16′     |
| Quint         | 10 2⁄3′ |
| Octav         | 8′      |
| Rohrpommer    | 8′      |
| Spitzflöte    | 4′      |
| Piffaro II    | 4′      |
| Hintersatz IV | 2 ⁄3′   |
| Posaune       | 16′     |
| Holztrompete  | 8′      |
| Kopftrompete  | 4′      |

- Koppeln: I/II, III/I, III/II, I/P, II/P, III/P
- Spielhilfen: 3.168fache Setzeranlage, Sequenzer, Mixturen ab, Zungen ab, Tutti, Chip-Karte als externer Speicher

## Glocken
St. Mariä Geburt ist bekannt für ihr tiefes, durchdringendes Läuten. Ihre Glocken gelten sogar als die klangtiefsten im gesamten Bistum Essen. Bereits vor dem 2. Weltkrieg befanden sich im Kirchturm vier Glocken. Sie wurden 1928 von der Fa. Junker & Edelbrock in Brilon gegossen mit einem Gesamtgewicht von über 17.000 kg. Den Krieg überstand nur die kleinste Glocke mit dem Schlagton d1, da die anderen als Metallspende abgegeben wurden. Die verbliebene Glocke bekam dann die evangelische Gemeinde zum Einschmelzen, um die drei Kirchenglocken der benachbarten Petrikirche mit dem neuen Geläut der Marienkirche abzustimmen.
Seit dem Wiederaufbau 1958 besteht das Geläut aus 7 Stimmen. Gegossen wurden es 1957 in der Heidelberger Glockengießerei Friedrich Wilhelm Schilling. Es sind die größten Kirchenglocken in Mülheim. Die Disposition ist komplett in Moll gehalten und orientiert sich am Vorgängergeläut. Im Zusammenspiel mit der Turmakustik entsteht eine sehr klare, aber nicht zu sterile Klangsprache mit melancholischem, doch gleichzeitig festlichem Charakter. Mit dem Geläut für St. Mariä Geburt schuf Schilling sein größtes Werk in Nordrhein-Westfalen.
| Name der Glocke | Schlagton | Durchmesser | Gewicht      |
| --------------- | --------- | ----------- | ------------ |
| Petrusglocke    | gis0 −1   | 1953 mm     | ca. 5.059 kg |
| Marienglocke    | h1 +1     | 1594 mm     | ca. 2.719 kg |
| Conradusglocke  | cis1 ±0   | 1482 mm     | ca. 2.219 kg |
| Johannesglocke  | dis1 ±0   | 1319 mm     | ca. 1.587 kg |
| Piusglocke      | fis1 +1   | 1165 mm     | ca. 1.080 kg |
| Juliusglocke    | gis1 ±0   | 1030 mm     | ca. 725 kg   |
| Barbaraglocke   | ais1 ±0   | 913 mm      | ca. 506 kg   |

Im Jahr 2014 wurden im Rahmen einer Sanierung die Eisenjoche auf Holzjoche ausgetauscht und Klöppel erneuert. Das Geläut erfuhr damit noch mal eine klangliche Aufwertung. Zu allen Hochfesten der katholischen Kirche und zu Silvester ist das volle Kirchengeläut zu hören.